# 劉燾孫
劉燾孫，茶陵州人。元朝政治人物、進士出身。

## 生平
國子監學生，后授常宁州儒学正，協助鎮守长宁州，后因兵败阵亡。

## 家庭
- 兄劉耕孫
- 劉燾孫
  - 长子刘硕，元朝武昌江夏县鲁湖大使。起兵援救茶陵，战死。
- 弟刘兴孙，元朝丰州同知，与变民军作战，死于台城。
- 弟劉三吾，明朝官员。

## 延伸阅读
[在维基数据编辑]
 《新元史/卷231》，出自柯劭忞《新元史》